# Некрасово (Ветковский район)
Некрасово (бел. Некрасава); до 1938 года — Хлусы) — деревня в Светиловичском сельсовете Ветковского района Гомельской области Белоруссии.

## География

### Расположение
В 27 км на северо-восток от Ветки, 48 км от Гомеля.

### Гидрография
Река Беседь (приток реки Сож).

## Транспортная сеть
Транспортные связи по просёлочной, затем автомобильной дороге Светиловичи — Гомель. Планировка состоит из 2 прямолинейных улиц, ориентированных с юго-востока на северо-запад, пересекаемых 3 короткими улицами. Застройка двусторонняя, деревянная, усадебного типа.

## История
Обнаруженный археологами курган (на северной окраине деревни, в урочище Курганье, на правом берегу реки) свидетельствует о заселении этих мест с давних времён. По письменным источникам известна с XVIII века как деревня в Воторском войтовстве Чечерского староства Речицкого повета Минского воеводства Великого княжества Литовского. Согласно инвентарю 1704 года 2 дыма, в 1726 году 6 дымов.
После 1-го раздела Речи Посполитой (1772 год) в составе Российской империи. С 1832 года действовал трактир, с 1880 года — хлебозапасный магазин. Значительную часть жителей составляли староверы. Согласно переписи 1897 года располагалась в Столбунской волости Гомельского уезда Могилёвской губернии; работали школа грамоты, хлебозапасный магазин, ветряная мельница. В 1909 году в Россохской волости Рогачёвского уезда Могилёвской губернии, 792 десятин земли.
В 1926 году работали почтовый пункт, начальная школа. С 8 декабря 1926 года по 30 декабря 1927 года центр Хлусовского сельсовета Светиловичского, с 4 августа 1927 года Ветковского районов Гомельского округа. В 1930 году создан колхоз «Победа», работала кузница. 41 житель погиб на фронтах Великой Отечественной войны. В 1959 году в составе совхоза «Светиловичи» (центр — деревня Светиловичи).

## Население

### Численность
- 2004 год — 6 хозяйств, 9 жителей.

### Динамика
- 1897 год — 57 дворов, 290 жителей (согласно переписи).
- 1909 год — 64 двора, 421 житель.
- 1926 год — 82 двора, 424 жителя.
- 1959 год — 327 жителей (согласно переписи).
- 2004 год — 6 хозяйств, 9 жителей.